# Bolmsö (ort)
Bolmsö är kyrkby i Bolmsö socken och församling och ligger på ön Bolmsö i Ljungby kommun i Kronobergs län.
I orten ligger kyrkan Bolmsö kyrka och strax väster därom ligger färjeläget, med färjeförbindelse till Sunnaryd med vägverksfärjan M/S Bolmia.